# Brachyglottis
Brachyglottis is een geslacht uit de composietenfamilie (Asteraceae). Het geslacht telt ongeveer negenendertig soorten, waarvan bijna de meeste soorten voorkomen in Nieuw-Zeeland en het zuidwestelijke deel van de Stille Oceaan.   De soort Brachyglottis brunonis komt voor op het Australische eiland Tasmanië. 

## Soorten
- Brachyglottis adamsii (Cheeseman) B.Nord.
- Brachyglottis arborescens W.R.B.Oliv.
- Brachyglottis bellidioides (Hook.f.) B.Nord.
- Brachyglottis bidwillii (Hook.f.) B.Nord.
- Brachyglottis bifistulosa (Hook.f.) B.Nord.
- Brachyglottis buchananii (J.B.Armstr.) B.Nord.
- Brachyglottis caledoniae (Biehler) DC.
- Brachyglottis cassinioides (Hook.f.) B.Nord.
- Brachyglottis cockaynei (G.Simpson & J.S.Thomson) B.Nord.
- Brachyglottis compacta (Kirk) B.Nord.
- Brachyglottis elaeagnifolia (Hook.f.) B.Nord.
- Brachyglottis forsteri DC.
- Brachyglottis greyi (Hook.f.) B.Nord.
- Brachyglottis haastii (Hook.f.) B.Nord.
- Brachyglottis hectori (Buchanan) B.Nord.
- Brachyglottis huntii (F.Muell.) B.Nord.
- Brachyglottis lagopus (Raoul) B.Nord.
- Brachyglottis laxifolia (Buchanan) B.Nord.
- Brachyglottis monroi (Hook.f.) B.Nord.
- Brachyglottis myrianthos (Cheeseman) D.G.Drury
- Brachyglottis pentacopa (D.G.Drury) B.Nord.
- Brachyglottis perdicioides (Hook.f.) B.Nord.
- Brachyglottis repanda J.R.Forst. & G.Forst.
- Brachyglottis revoluta (Kirk) B.Nord.
- Brachyglottis rotundifolia J.R.Forst. & G.Forst.
- Brachyglottis saxifragoides (Hook.f.) B.Nord.
- Brachyglottis sciadophila (Raoul) B.Nord.
- Brachyglottis southlandica (Cockayne) B.Nord.
- Brachyglottis stewartiae (J.B.Armstr.) B.Nord.
- Brachyglottis traversii (F.Muell.) B.Nord.
- Brachyglottis turneri (Cheeseman) C.J.Webb

## Hybriden
- Brachyglottis × christensenii (Cockayne) B.Nord.
- Brachyglottis × lapidosa (Cheeseman) B.Nord.
- Brachyglottis × matthewsii (Petrie) B.Nord.
- Brachyglottis × remotifolia (Petrie) B.Nord.
- Brachyglottis × spedenii (Petrie) B.Nord.